# 蛟
蛟，是中国神话传说中的一種水棲生物，蛟棲息在湖淵等聚水處，也會悄悄地隱居在離民家很遠的池塘或河流的水底。隱棲在池塘與河川的蛟，一般會被稱作「潛蛟」。

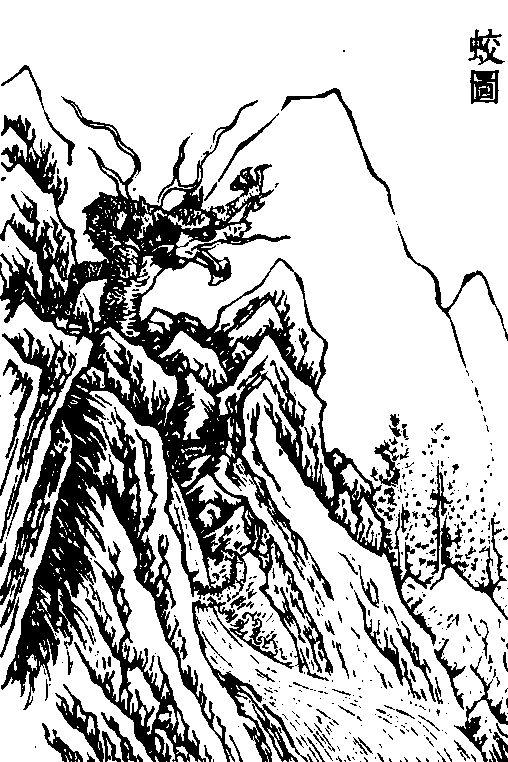
1725年《古今图书集成》的蛟图

人們常用蛟龍來稱呼蛟，但實際上蛟和龍是兩種不同的生物，蛟可視為龍的下位生物，經過長年修練可進化為龍。蛟外貌與龍相似但角較短，甚至沒有，眼睛上眉部份，有突起的肉塊在眼睛之間交叉，故稱為「蛟」。

## 蛟的生態
蛟常常會為了湖泊等地的控制權而進行爭奪，強大的蛟能夠奪得住起來較舒服的湖泊，而弱小的蛟則只能住在細小的池塘或者河流裡，蛟常常會咬魚，令漁民損失慘重，不過，傳說只要把一隻鱉放在魚群，就不會有蛟來了。
蛟在冰冷的水中潛藏五百年後，就能夠羽化成為龍升天而去，但也不是所有的蛟都能升天，其中也有一些流進了海裡，成為龍王的部下，被迫過著不自在的宮廷生活。

## 蛟的能力
蛟龍和龍一樣，和雨與水有深厚的關係，但與興雲順雨的龍、龍王相比起來，蛟只有喚來雨雲的微薄力量而已，況且蛟無法像龍一樣支配水，所以蛟頂多只有保證所在的泉水不枯竭的靈力。

## 蛟的眷族
蛟龍按角的根數來區別，分別有不同的名稱（詞）。有一隻角的叫作虯龍，有兩隻角的叫作蚑龍，沒有角的龍叫作蟠龍。虯這個字具有「漩渦姣」、「卷起來」的意思，所以虯的角應該是螺旋狀的角。相傳蟠是雌性的蛟龍。

## 八仙得道传
在清代峨眉无垢道人的小说《八仙得道传》（又名《八仙全传》）里，在第八回出现蛟龙精，与张果老结下恩怨，在七十二回被钟离权、雷公和电母合力杀死。在蛟龙精死后，其妻子何春瑛为给丈夫报仇而自己成为八仙对手。《八仙得道传》本身则以铁拐李为明线，和蛟龙精为暗线两条故事交织。

## 遊戲
- 無雙OROCHI系列（光榮公司開發）

## 延伸阅读
[在维基数据编辑]
 《欽定古今圖書集成·博物彙編·禽蟲典·蛟部》，出自陈梦雷《古今圖書集成》
1. ↑  《八仙得道传》凤凰出版社ISBN:9787807291817